# Samoamonark
Samoamonark (Myiagra albiventris) är en fågel i familjen monarker inom ordningen tättingar.

## Utseende och läte
Samoamonarken är en rätt liten (15 cm) monark som ofta sitter upprätt i det öppna. Hanen är glansigt blåsvart ovan, undertill vit med rostbrunt på strupe och bröst. Honan har en liknande dräkt, ovan dock något blekare och med mindre bjärt färg på strupen. Näbb och ben är svarta. Bland lätena hörs visslande "fee-oo-eet" och sträva "bzerr-it".

## Utbredning och systematik
Fågeln förekommer i västra Samoa (Savai'i och Upolu). Den behandlas som monotypisk, det vill säga att den inte delas in i några underarter.

## Status
Arten har ett mycket litet utbredningsområde, men beståndet anses vara stabilt. Världspopulationen uppskattas till mellan 14 000 och 20 000 adulta individer. IUCN kategoriserar arten som livskraftig.